# Квадроцикл

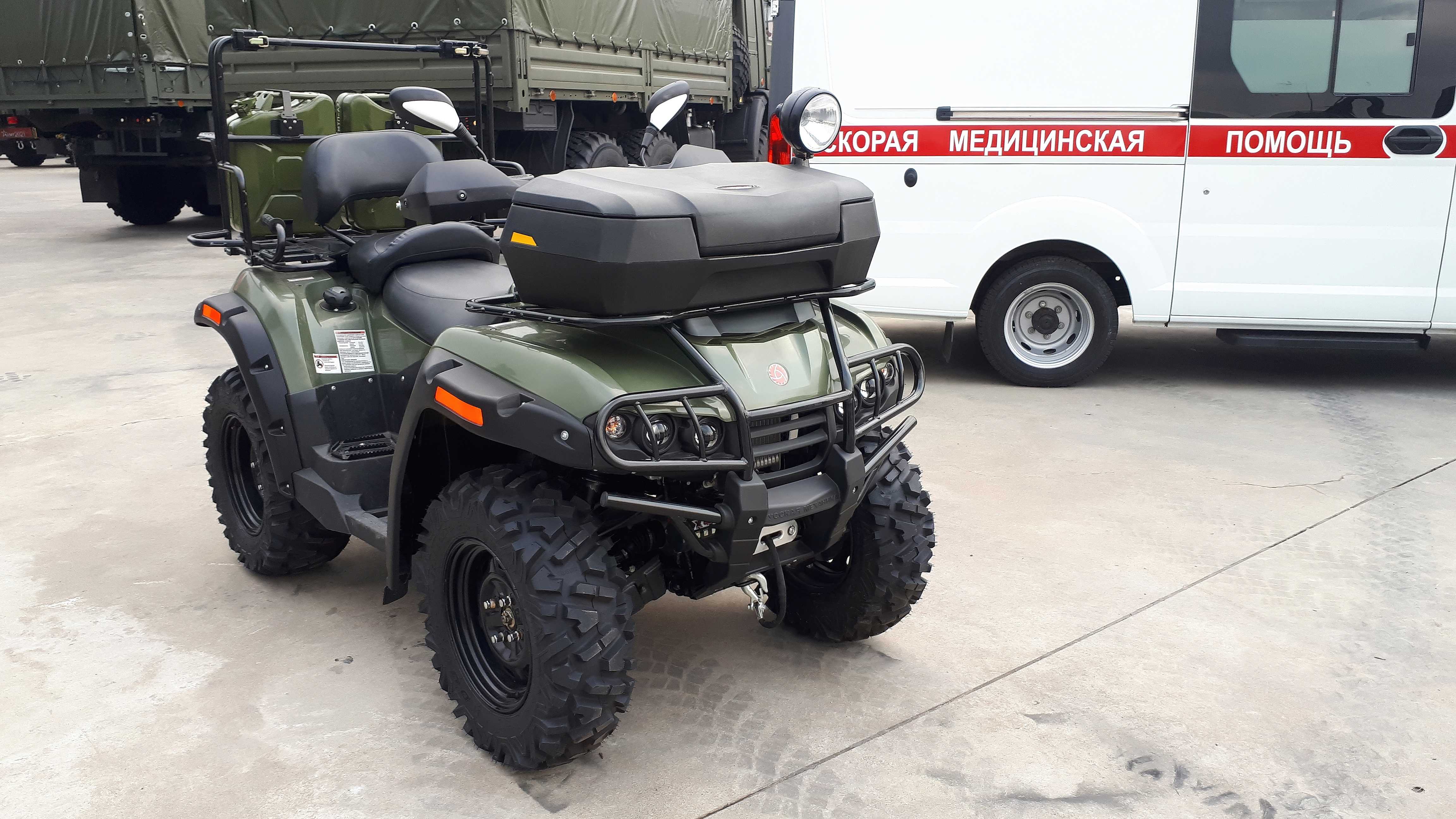
Військовий квадроцикл АМ-1

Квадроцикл — це категорія транспортних засобів Європейського Союзу для чотириколісних мікроавтомобілів, що дозволяє проектувати ці транспортні засоби відповідно до менш суворих вимог порівняно зі звичайними автомобілями. Квадроцикли мають обмеження щодо ваги, потужності двигуна та швидкості.
Існує дві категорії квадроциклів: легкі квадроцикли (L6e) і важкі квадроцикли (L7e).

## Історія
Класифікація квадроциклів була офіційно створена в 1992 році, коли Європейський Союз опублікував Директиву 92/61/EEC, яка постановила, що квадроцикли належать до тієї ж категорії, що й мопеди. У 2002 році Рамкова директива 2002/24/EC уточнила це визначення, розрізняючи легкі та важкі квадроцикли (категорії L6e та L7e).
Рамки для водійських прав легких квадроциклів в ЄС були випущені в 2006 році з Директивою 2006/126 (третя директива про водійські права). Ця директива застосовує ті ж вимоги до легких квадроциклів, що й до мопедів. Ця директива містить рекомендацію щодо встановлення мінімального віку для керування транспортним засобом у 16 років, хоча насправді вікове обмеження в різних країнах коливається від 14 до 18 років.

## Категорії

### Легкі квадроцикли (L6e)

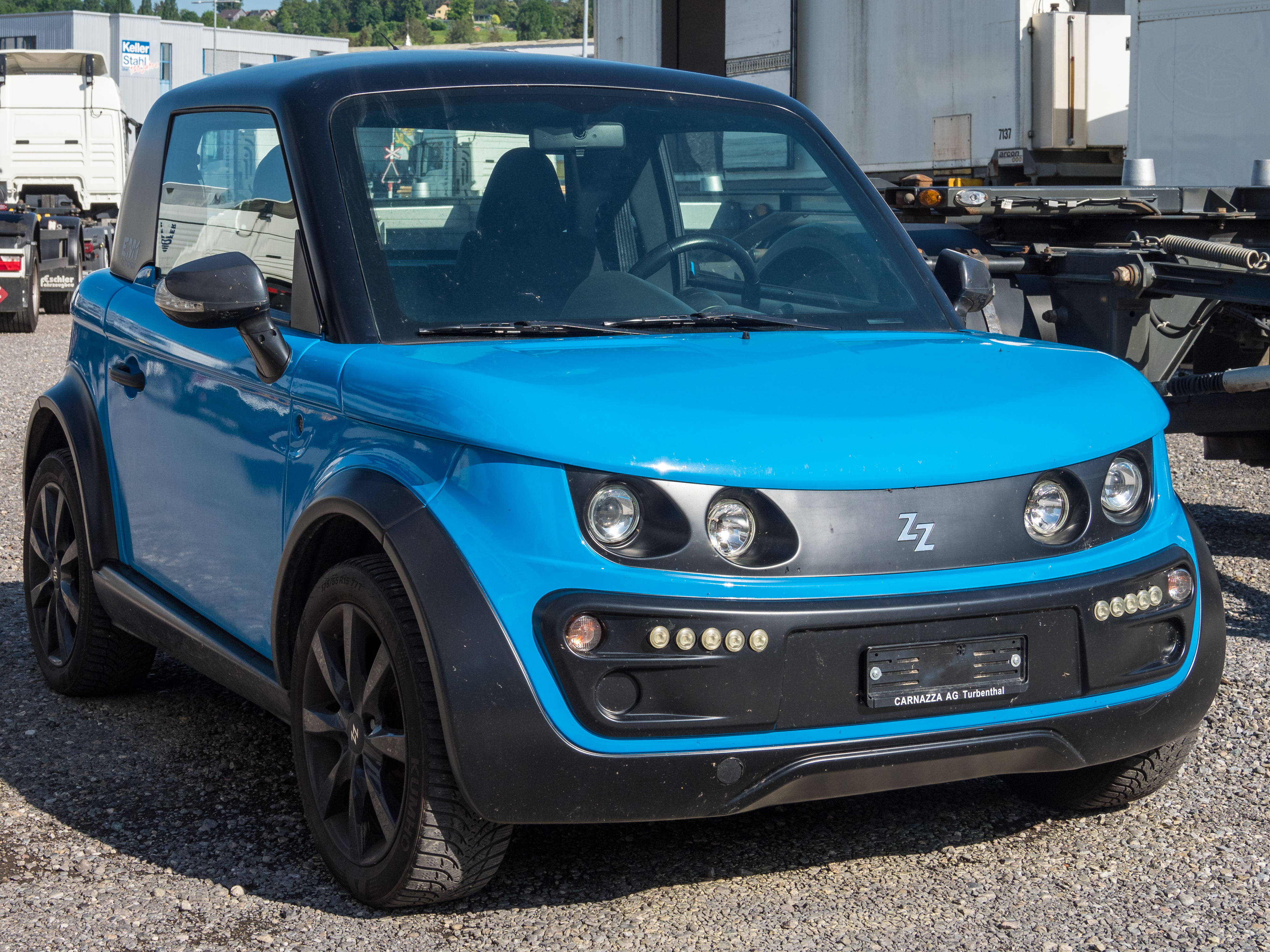
Таццарі Зеро

Легкі квадроцикли (L6e) визначені Рамковою Директивою 2002/24/ЄС як: "моторні транспортні засоби з чотирма колесами, маса без навантаження яких не перевищує 425 кг, без урахування маси акумуляторів у випадку електромобілів, максимальна конструктивна швидкість яких не перевищує 45 км/год і:
1. об'єм циліндра двигуна якого не перевищує 50 см 3 для двигунів з іскровим (примусовим) запалюванням, або
2. максимальна вихідна потужність якого не перевищує 6 кВт у випадку інших двигунів внутрішнього згоряння (наприклад, на дизельному паливі), або
3. максимальна безперервна номінальна потужність якого не перевищує 6 кВт у разі електродвигуна.

Ці транспортні засоби повинні відповідати технічним вимогам, що застосовуються до триколісних мопедів категорії L2e, якщо інше не зазначено в будь-якій з окремих директив».

### Важкі квадроцикли (L7e)

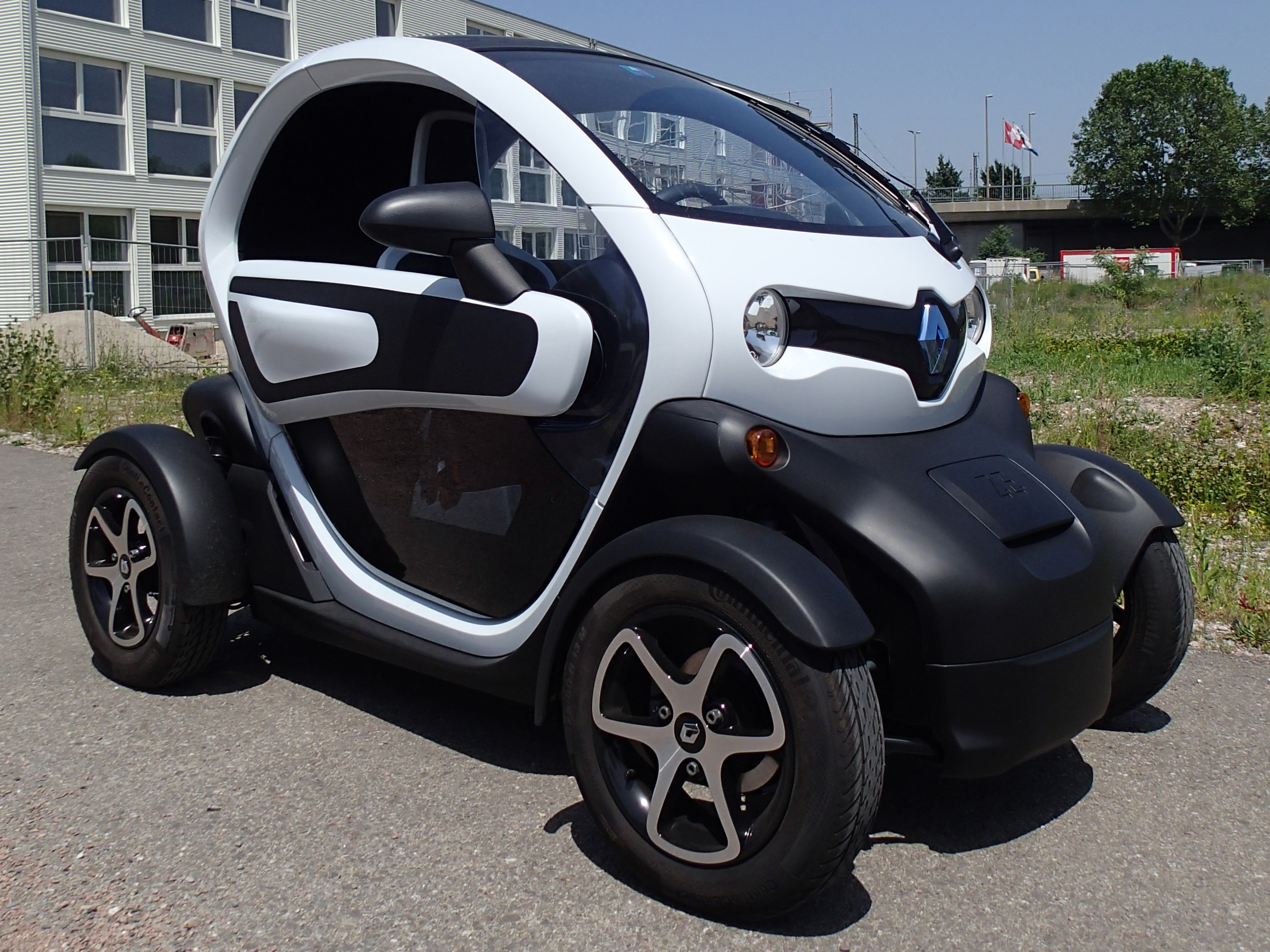
Рено Твізі

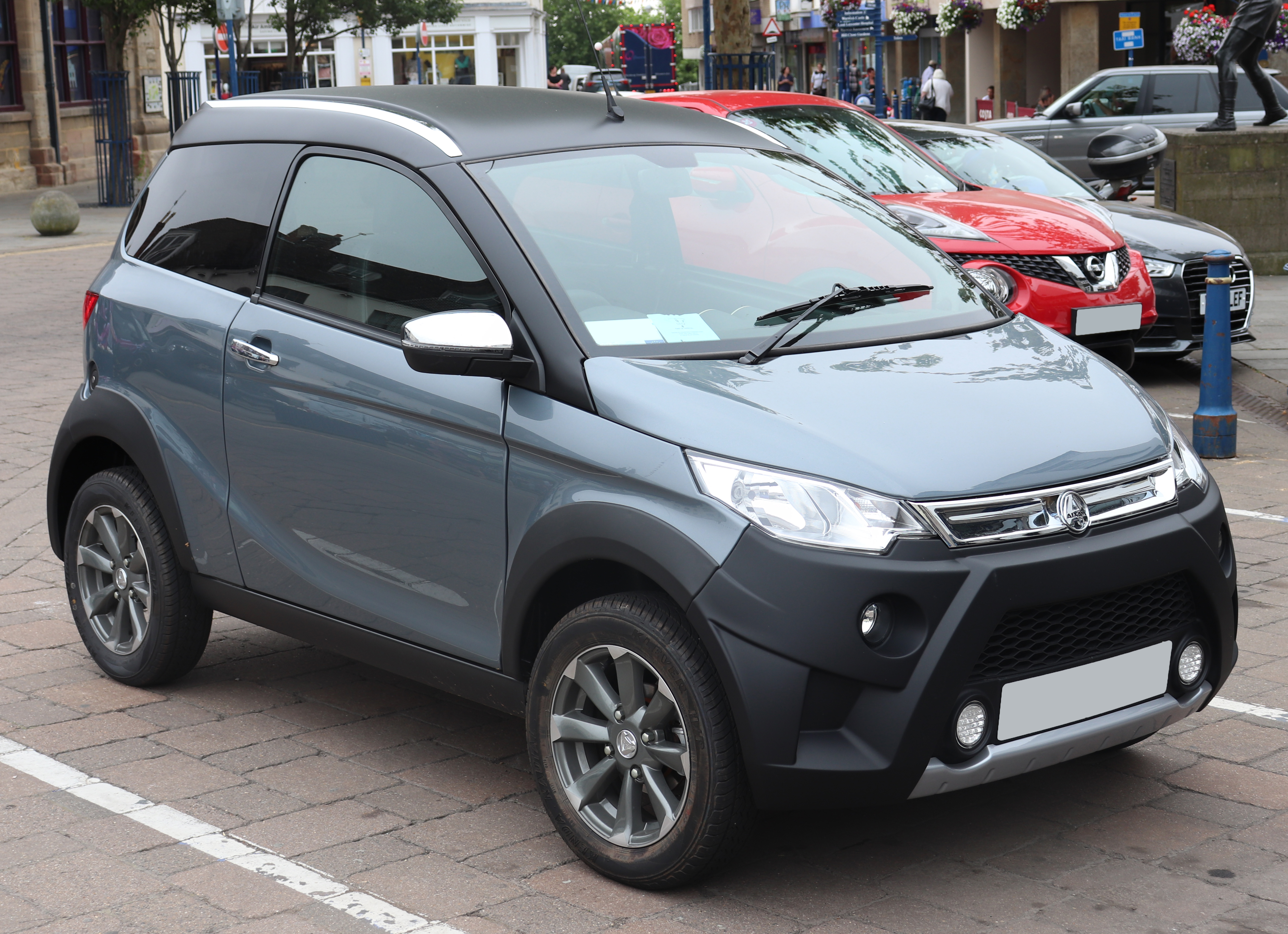
Aixam Crossline

Квадроцикли (L7e), також відомі як важкі квадроцикли, визначені Рамковою директивою 2002/24/EC як чотириколісні моторні транспортні засоби, «крім тих, що називаються (легкими квадроциклами), чия маса без навантаження не перевищує 450 кг (категорія L7e) (600 кг для транспортних засобів, призначених для перевезення вантажів), не враховуючи масу акумуляторів у випадку електромобілів, з розрахунковою вантажопідйомністю не більше 200 кг (пасажир) або 1000 кг (товар), максимальна корисна потужність двигуна якого не перевищує 15 кВт. Ці транспортні засоби вважаються мотоциклами трициклів і повинні відповідати технічним вимогам, що застосовуються до трициклів мотоциклів категорії L5e, якщо інше не зазначено в будь-якій з окремих Директив».

## Специфічне законодавство країни

### Фінляндія
Віковий ценз для квадроциклів – 15 років, а для автомобілів – 18 років. Мопеди традиційно популярні у Фінляндії серед молоді, і в цю ж нішу увійшли квадроцикли. Існує категорія ліцензій під назвою AM-121, запроваджена в 2013 році окремо для квадроциклів, хоча ліцензії класу M (мопеди), видані до 2013 року, також відповідають вимогам. Вищі категорії прав (A1, A і B) автоматично кваліфікуються для квадроциклів, але вікові обмеження для A1, A і B становлять 16, 18 і 18 років відповідно.
Деякі були стурбовані небезпекою, яку низька швидкість квадроциклів становить для іншого транспорту. Протягом останнього десятиліття Фінляндія розглядала можливість заміни квадроциклів автомобілями з обмежувачами швидкості; ця тема стала дискусійною в лютому 2017 року після ДТП на квадроциклі в Састамала, Пірканмаа, Фінляндія.

### Франція
У Франції малолітражними автомобілями, які класифікуються як Voiture Sans Permis (транспортний засіб без прав), можна керувати без водійських прав.
Певними квадроциклами можна керувати за категорією водійського посвідчення «сертифікат безпеки дорожнього руху», яке доступне особам віком від 14 років. Швидкість квадроцикла повинна бути обмежена 45 км/год (28 миля/год) і мають бензиновий/дизельний двигун до 50 куб.см (3,1 куб. дюйма) або мати електроживлення до 4 кВт (5,4 к.с.).

### Об'єднане Королівство
У Великій Британії до жовтня 2000 року особа, яка склала іспит на мотоцикл, автоматично отримувала повне посвідчення підкатегорії A1,  що дозволяє їм керувати легким автомобілем (вага без навантаження 550 кг., або менше), квадроцикл або трицикл. З 2000 року ці невеликі автомобілі були розділені на дві різні класифікації: легкі та важкі квадроцикли. 
Легкий квадроцикл, мікроавтомобіль із потужністю менше 6 кВт і масою порожнього автомобіля не більше 425 кг, можна їздити на повній водійській водійській водій. Усе, що є потужнішим і важчим, потребує повної ліцензії, щоб легально керувати таким мотоциклом. автомобіль на дорогах Великої Британії. 